# Ruscha
Ruscha (ukrainisch Ружа und russisch Ружа, polnisch Róża) ist ein Dorf im Süden der ukrainischen Oblast Chmelnyzkyj mit etwa 200 Einwohnern.

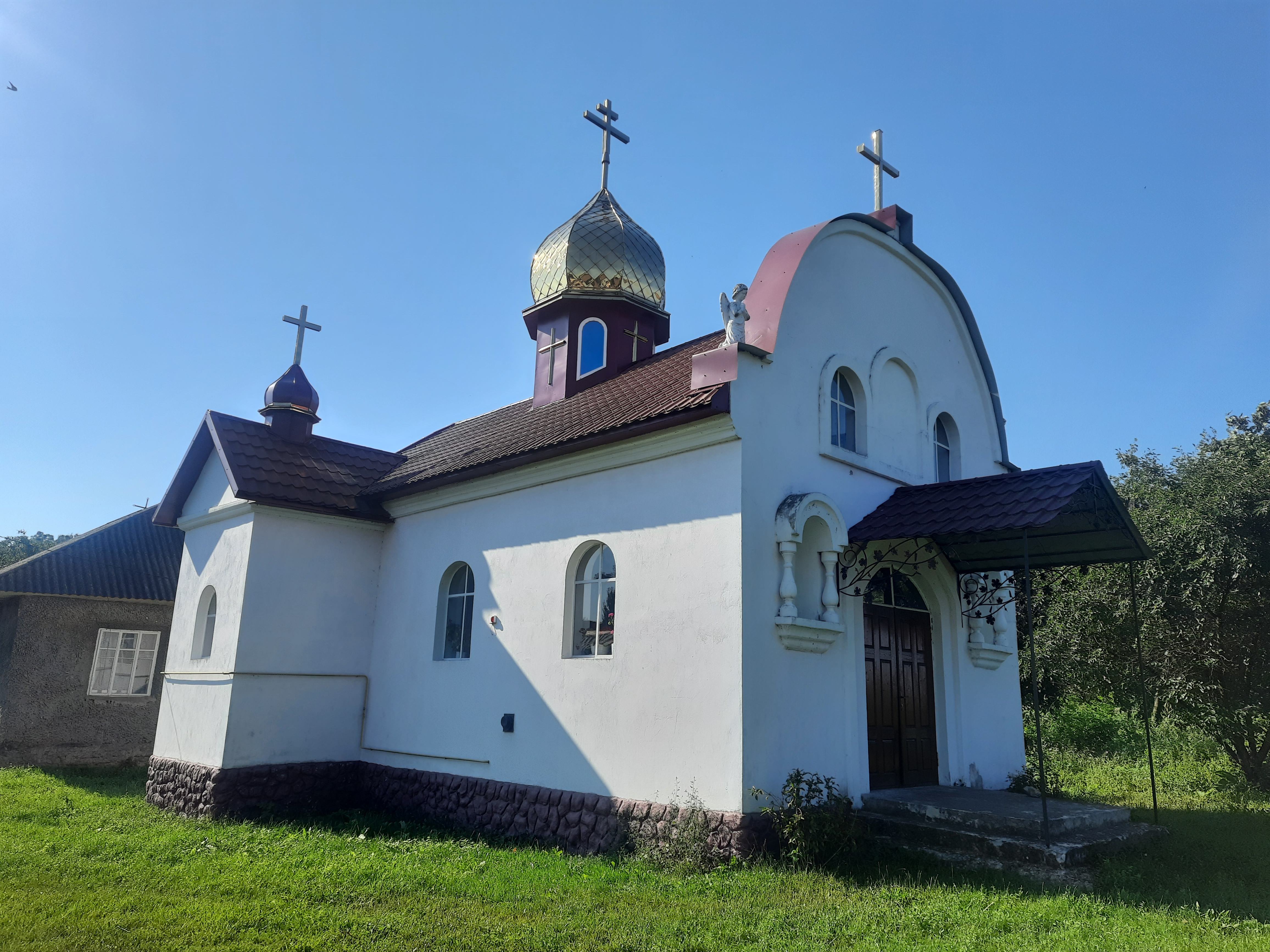
Kirche im Ort

Das im 18. Jahrhundert erstmals erwähnte Dorf liegt an der Territorialstraße T–2308, 17 Kilometer südlich vom ehemaligen Rajonzentrum Tschemeriwzi und etwa 78 Kilometer südwestlich der Oblasthauptstadt Chmelnyzkyj.
Am 15. September 2016 wurde das Dorf ein Teil der neugegründeten Siedlungsgemeinde Tschemeriwzi, bis war es Teil der Landratsgemeinde Kormyltscha (Кормильчанська сільська рада/Scherdjanska silska rada) im Zentrum des Rajons Tschemeriwzi.
Am 17. Juli 2020 kam es im Zuge einer großen Rajonsreform zum Anschluss des Rajonsgebietes an den Rajon Kamjanez-Podilskyj.